# Atlas de Mercator

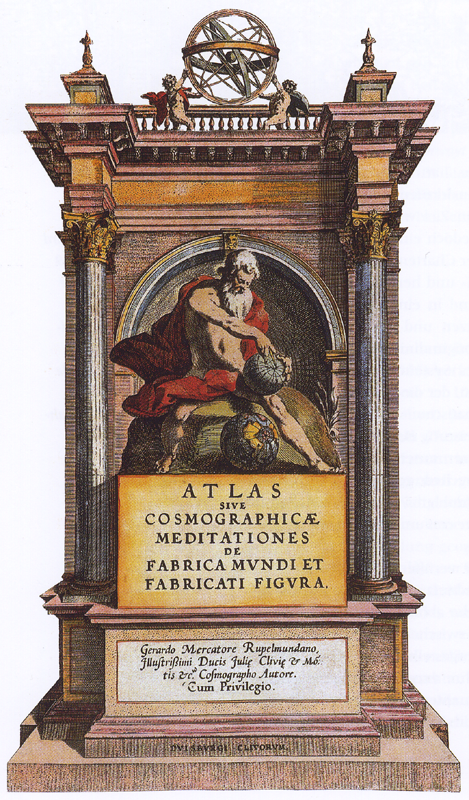
Frontispice de l'atlas de 1595.

L'Atlas de Mercator (Atlas sive cosmographicae meditationes de fabrica mundi et fabricati figura) est un atlas paru à Duisbourg en 1595. Il est considéré comme le premier atlas du monde à être désigné sous ce nom. Il tire son origine de la cosmographie de Gérard Mercator, dont proviennent presque toutes les cartes et tous les textes. Il a été compilé et publié à titre posthume par son fils, Rumold Mercator.

## Origines et histoire
C'est au XVIe siècle qu'on a créé le type d'ouvrage connu aujourd'hui sous le nom d'« atlas ». Il s'agit d'une collection de cartes rassemblées en un ou plusieurs volumes. La sélection et l'ordre des cartes n'est pas aléatoire, mais suit un ordre logique. Les cartes ont généralement le même format et sont souvent accompagnées d'une description du contenu cartographié.
Gérard Mercator conçoit l'idée de ce type d'œuvre dès les années 1560, dans son atelier de Duisbourg. Dans sa Chronologia publiée en 1569, il envisage d'écrire un ouvrage en cinq parties (Création du Monde, Description des Cieux, Description des Terres et des Mers, Généalogie, Chronologie), regroupées sous le titre latin : Atlas sive cosmographicae speculationis libri quinque (Atlas ou cinq livres sur des considérations cosmographiques).
Un an plus tard, en 1570, paraît le Theatrum Orbis Terrarum d'Abraham Ortelius, considéré comme le premier atlas moderne. En 1578, l'imprimeur anversois Gérard de Jode publie à son tour le Speculum Orbis Terrae (pl).
Mercator, en revanche, n'a toujours pas terminé son œuvre lorsqu'il meurt en 1594. Certes, il a publié de nombreuses cartes assorties de brèves descriptions depuis 1585, sous le nom de Tabulae Geographicae, mais le principe directeur d'une cartographie complète du monde telle qu'il l'avait imaginée en est absent.
Après sa mort, son fils Rumold reprend le projet et le mène à son terme. L'atlas paraît finalement à Duisbourg en 1595. Il comprend toutes les cartes que Gérard Mercator avait dessinées, complétées par plusieurs gravures réalisées par sa famille.
Rumold Mercator meurt en 1599. L'atlas connaît une seconde édition en 1602.
En 1604, le petit-fils de Mercator vend aux enchères la bibliothèque de son grand-père à Leyde. Les plaques de cuivre de l'atlas vont à l'éditeur d'Amsterdam Jodocus Hondius, qui republie les cartes de Mercator à partir de 1606 dans de nombreuses éditions augmentées (désignées comme l'Atlas Mercator-Hondius), contribuant ainsi à la diffusion des œuvres et du nom de Mercator.

## La désignation«atlas»

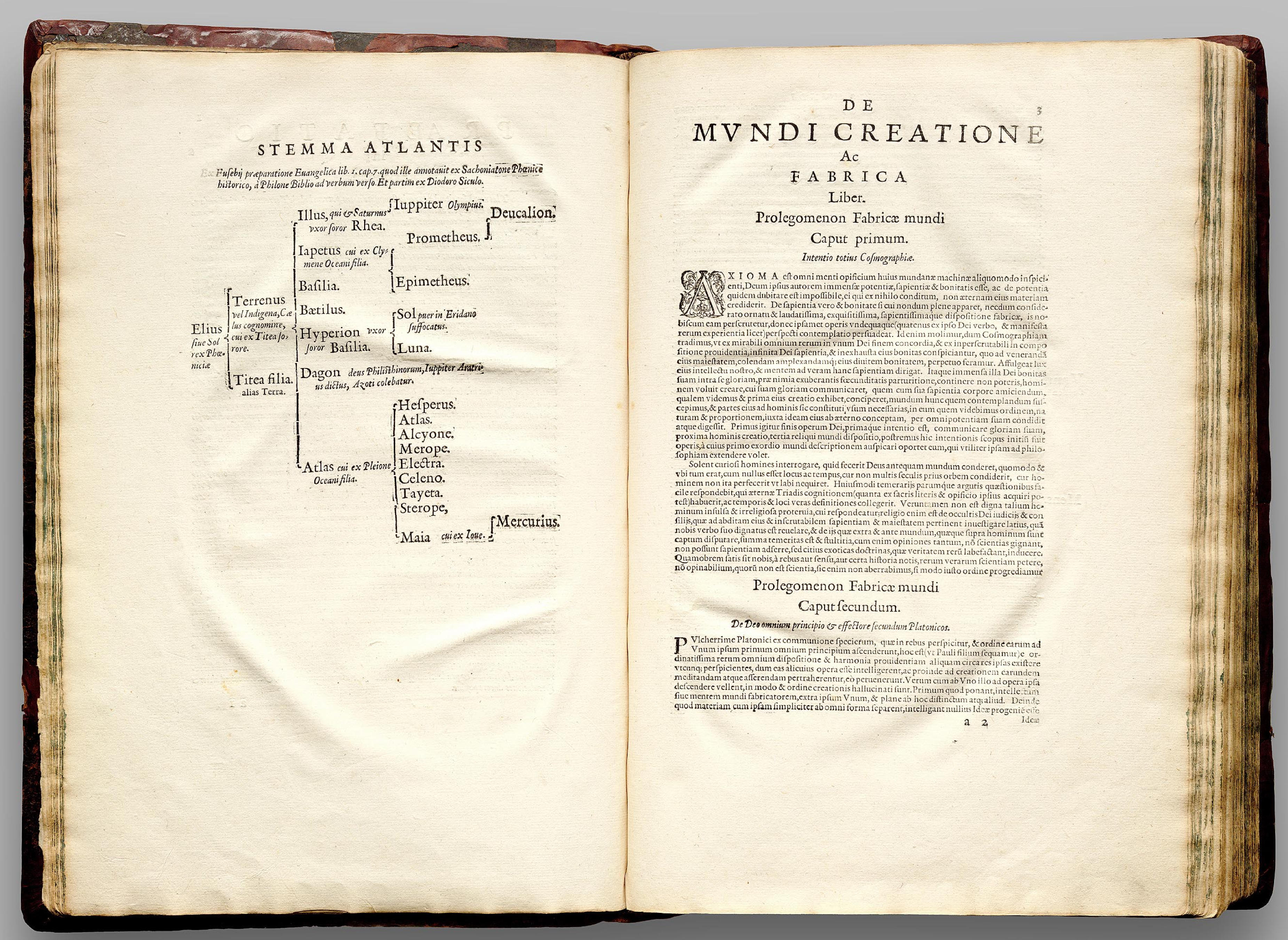
La généalogie des Atlantes (à gauche) et la page de titre du De mundi creatione (à droite).

Gérard Mercator a déjà utilisé l'appellation « atlas » dans sa Cosmographie de 1569. Cependant, la série de cartes publiée en 1595 est la première à utiliser ce terme dans le titre.
Dans sa préface (Praefatio in Atlantem), Mercator explique l'étymologie du titre : il proviendrait d'Atlas de Maurétanie, roi légendaire de Maurétanie, fils[réf. souhaitée] du Titan du même nom, fin connaisseur des astres et de la cosmographie. C'est lui qui est représenté sur le frontispice gravé sur cuivre de la page de titre.
Le roi Atlas est fréquemment mentionné dans la littérature grecque. Il apparaît chez Eusèbe de Césarée dans sa Préparation évangélique ainsi que dans la Bibliothèque historique de Diodore de Sicile. Les contemporains de Mercator confondent parfois Atlas de Maurétanie avec le titan Atlas, qui est aussi représenté sur des éditions ultérieures de l'ouvrage de Mercator. L'épitaphe de Mercator dans l'église Saint-Sauveur de Duisbourg fait également référence au « mauvais » Atlas.
Malgré le grand succès des travaux de Mercator, l'appellation « atlas » ne s'impose pas sans partage. Jusque dans les années 1630, les cartographes utilisent régulièrement l'expression Theatrum Orbis Terrarum (Théâtre du monde en français), directement empruntée à Abraham Ortelius. Ce sont les atlas du cartographe et éditeur Jodocus Hondius et de son atelier qui permettent au nom générique de percer. Entre 1636 et 1638, le savant Johannes Janssonius préfére le nom Atlas au Theatrum car le terme est alors déjà fermement établi.

## Contenu

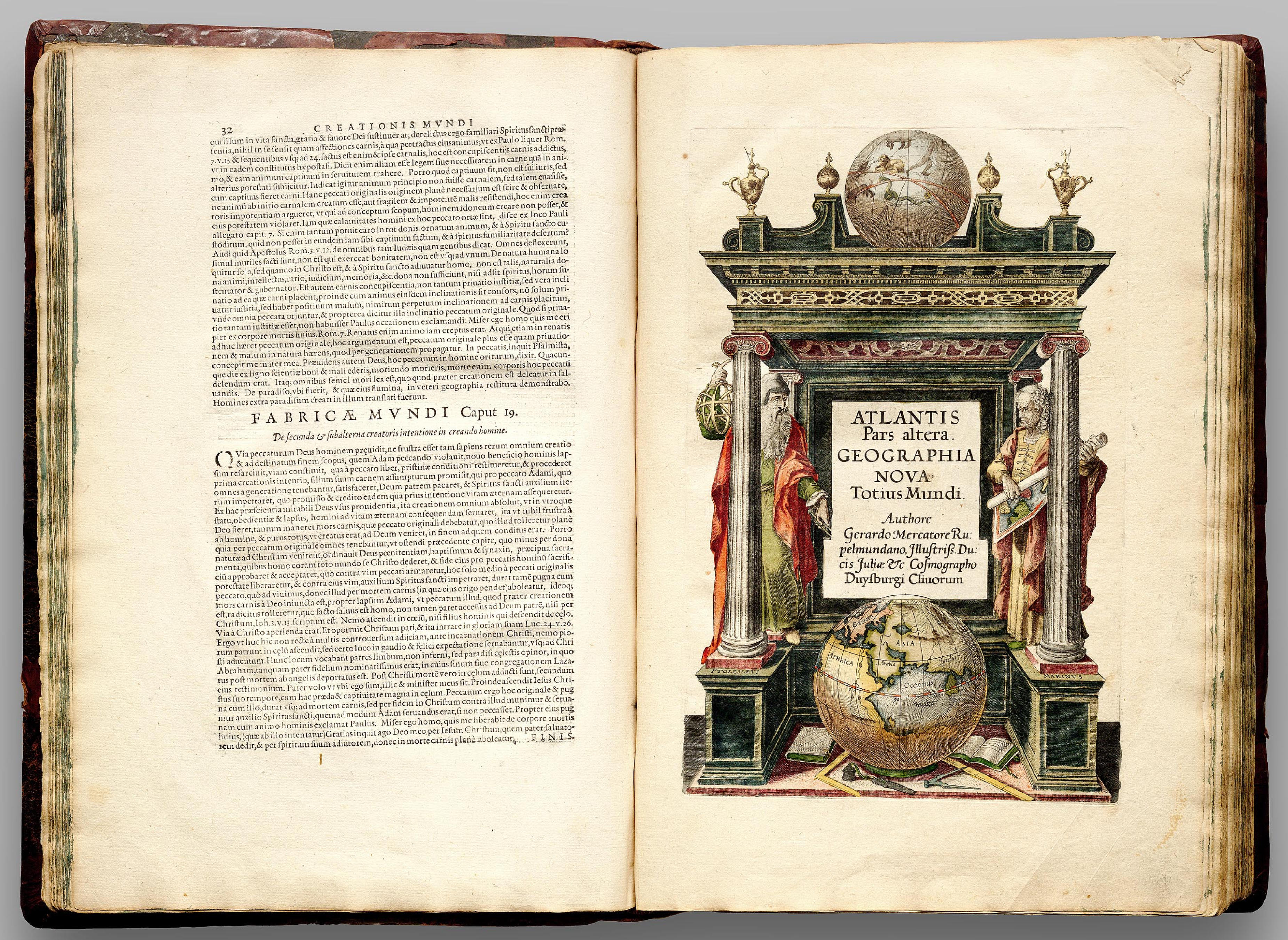
Couverture de Atlantis pars altera.

L'Atlas Mercator de 1595 est entièrement rédigé en latin.
Aux éléments laissés par son père, Rumold Mercator a ajouté : la page de titre, les pièces liminaires, le premier livre sur la Création, la page de titre de la seconde partie, la carte du monde et des continents (numérotées A-E).
Ces 5 premières cartes (A-E) ne sont pas de Gérard Mercator : la carte du monde et la carte de l'Europe ont été gravées par Rumold en 1587 ; la carte de l'Afrique et celle de l'Asie par Gérard le Jeune (fils de Rumold) ; la carte de l'Amérique par Michael (autre fils de Gérard), d'après la grande carte du monde que Gérard Mercator avait publiée en 1569 comme carte de navigation en mer.
L'Atlas s'ouvre avec la dédicace de Gérard Mercator à Jean-Guillaume de Clèves datée de 1585. On trouve ensuite : 
- le portrait de Mercator, accompagné des vers de Bernardus Furmerius
- la biographie de Mercator par Walter Ghim
- les Épitaphes de Reinhardus Selenander, Jacobus Sinstedius[8], Johannes Mercator (petit-fils de Gérard), Jean Matal[9] et Lambert Lithocomus (étudiant en droit)[7].

Vient ensuite la préface de Mercator (Praefatio in Atlantem), puis le chapitre sur la création intitulé De mundi creatione ac fabrica liber (Sur la création du monde). La seconde partie intitulée Atlantis pars altera. Geographia nova totius mundi (Deuxième partie de l'atlas. Nouvelle géographie du monde entier) comprend les cartes (Tabulae Geographicae) de 1585, 1589 et 1595, enrichies de plusieurs autres cartes, soit 107 cartes au total.

L'édition de 1595 comprend 558 pages. Comme les cartes ont été initialement livrées non reliées et non colorées, certaines ayant été recolorées a posteriori, il existe différentes versions de couleur en fonction des exemplaires. Cette méthode de livraison sans reliure est également la raison pour laquelle 21 feuilles cartographiques de l'Atlas peuvent ensuite être assemblées sous la forme de 8 cartes murales. Ce sont : la Lorraine, la Bourgogne, l'Alsace, la Westphalie, la Lombardie, l'Écosse, l'Irlande et la Suisse.

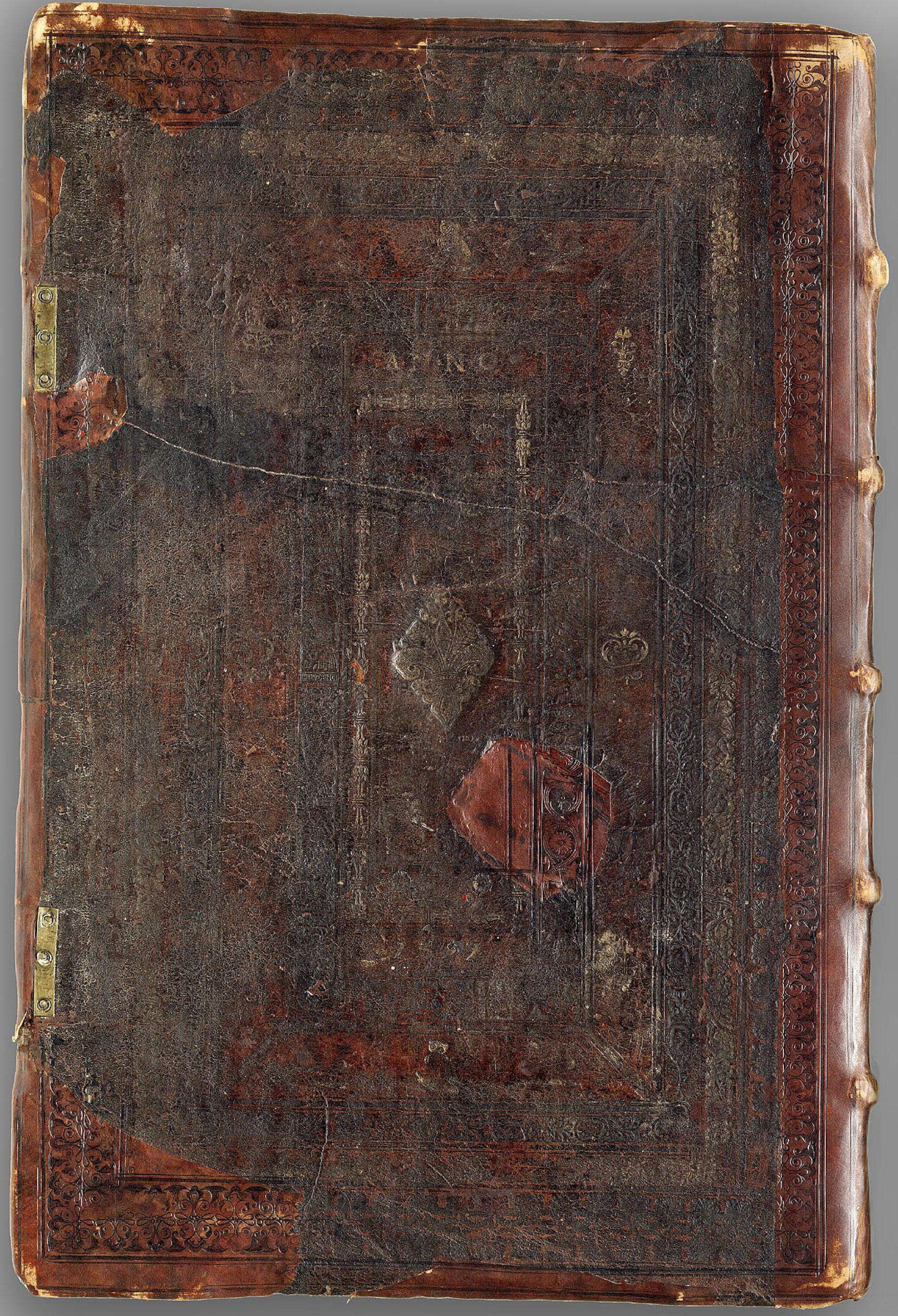
Reliure de la bibliothèque du Congrès, Atlas Edition, Washington.

### De mundi creatione et fabrica liber
Dans l'introduction de l'atlas, Gérard Mercator expose sa vision théologique et scientifique du monde. Il tente d'y concilier la Bible avec les sciences naturelles émergentes et espère rapprocher les gens de Dieu grâce à ses propres publications scientifiques[réf. nécessaire]. Le texte est basé sur la théologie réformée et une exégèse du récit biblique de la création. Mercator y décrit l'origine des animaux et des plantes ainsi que l'ordre des êtres vivants. Cet exposé comprend 19 chapitres.
Mercator reprend la vision aristotélicienne du monde dans son texte, tout en la modifiant. Contrairement à Aristote, Mercator envisage une échelle des êtres créés par Dieu dans une série allant des êtres les moins solides aux plus solides et d'êtres imparfaits à parfaits. Dans une telle nature, l'homme tient une place centrale comme être créé à l'image de Dieu.

### Les cartes
Voici la liste des cartes de l'atlas de 1595. La plupart sont orientées en direction du Nord.
- Cartes générales :
  - A. Orbis Terrae Typus
  - B. Europa
  - C. Africa
  - D. Asia
  - E. America

- Cartes des îles Britanniques, de l'Europe du Nord et de l'Est. L'ensemble se compose d'une carte du pôle Nord, de 16 cartes des îles Britanniques, d'une carte de la Scandinavie et de quatre cartes du Danemark, ainsi que de six cartes de l'Europe de l'Est. Seules les cartes du Danemark sont accompagnées d'un texte d'introduction.

- I. Polus Arcticus Ac Terrarum Circumiacentium Descriptio. Septentrionalivm Terrarum descriptio - Échelle 1:20 000 000
- II. Islandia - Échelle 1:2 000 000
- III. Britannicae Insvlae. Anglia, Scotia et Hibernia - Échelle 1:4 000 000
- IV Scotia, Regnum - Échelle 1:1 900 000
- V.-VI. Scotiae Regnvm - Échelle 1:1 100 000
- VII Hibernia, Regnum. Irlandiae Regnvm - Échelle 1:2 500 000
- VIII -IX. Hiberniae. Irlandiae Regnvm - Échelle 1:1 000 000
- X. Vltoniae Orientalis Pars - Échelle 1:500 000
- XI. Vdrone, Irlandiae à Catherlagh Baronia - Échelle 1:70 000
- XII. Anglia regnum - échelle 1:2 500 000
- XIII. Northvmbria, Cvmberlandia, Et Dvnelmensis episcopatus - Échelle 1:600 000
- XIV. Westmorlandia, Lancastria, Cestria, Caernarvan, Denbigh, Flint, Merionidh, Montgomery, Salopia Cum insulis Mania Et Anglesey - Échelle 1:1 000 000
- XV. Cornvbia, Devonia, Somerstvs, Dorcestria, Wiltonia, Glocestria, Monvmetha, Glamorgan, Caermarden, Penbrock, Cardigan, Radnor, Breknoke, Herefordia et Wigornia - Échelle 1:950 000
- XVI Eboracvm, Lincolnia, Derbia, Staffordia, Notinghamia, Lecestria, Rvtlandia, Et Norfolcia - Échelle 1:1 000 000
- XVII. Warwicum, Northhamtonia, Huntingdonia, Cantabrigia, Suffolcia, Oxonium, Buckinghamia, Bedfordia, Hartfordia, Essexia, Berceria, Middelsexia, Southha[m]tonia, Surria, Cantiu[m] & Southsexia - Échelle 1:800 000
- XVIII (1). Anglesey. Garnesay. Wight olim Vectis. Iarsay - diverses échelles
- XVIII (2). Svecia Et Norvegia cum confinijs - Échelle 1:4 500 000
- XX (1). Daniae Regni Politicus Status - Échelle 1:1 700 000
- XX (2).  Daniae Regnum Arctoi Orbis Tertium
- XXI. Ivtia Septentrionalis - Échelle 1:700 000
- XXII. Holsatia ducatus - échelle 1:500 000
- XXIII. Fionia - Échelle 1:400 000
- XXIV. Prvssia - Échelle 1:850 000
- XXV. Livonia - Échelle 1:700 000
- XXVI. Rvssia cum confinijs - Échelle 1:8 000 000
- XXVII. Lithvania Dvcatvs : Samogitia, Russia, et Volhinia - Échelle 1:3 000 000
- XXVIII. Transsylvania Siebenburgen - Échelle 1:800 000
- XXIX. Tavrica Chersonesvs. Nostra aetate Przecopsca et Gazara dicitur - Échelle 1:3 500 000

- Galliae tabulae geographicae : 12 cartes de France, Lorraine et Bourgogne, 4 cartes de Suisse. Ces cartes sont précédées de six pages de texte avec une introduction et un état de la situation politique en France, et suivies d'un index des noms de lieux en France.

- a. Galliae Vniversalis tabvla - Échelle 1:3 500 000
- b. Britannia, Normandia, Beavsse, Poictov, Berry – Échelle 1:700 000
- c. Aqvitania australis Regnu[m] Arelatense cum confiniis – Échelle 1:2 000 000
- d. France Picardie Champaigne cum regionibus adiacentibus – Échelle 1:1 000 000
- e. Bolonia et Gvines Comitatus - Échelle 1:250 000
- f. Aniov Andegavensis Dvcatvs - Échelle 1:450 000
- g. Berry dvcatvs - Échelle 1:500 000
- h. Poictov sive Pictauiae descriptio - Échelle 1:900 000
- ik. Lotharingiae Dvcatvs (Pars septentrionalis / meridionalis) - Échelle 1:350 000
- lm. Bvrgvndia Dvcatvs (/ Superior) - Échelle 1:950 000
- n. Helvetia cvm Finitimis Regionibus Confoederatis – Échelle 1/800 000
- o. Zvrichgovv, et Basiliensis Provincia – Échelle 1:350 000
- p. VViflispvgergovv – Échelle 1:350 000
- q. Argovv – Échelle 1:350 000

- Belgii Inferioris Geographicae tabulae : 1 carte générale et 8 cartes provinciales des Pays-Bas. Les cartes sont précédées d'un court texte avec une discussion sur la géographie des Pays-Bas à l'époque des Bourguignons. À la fin, on trouve un index des noms de lieux.

- r. Belgii inferioris descriptio emendata cum circumiacentium regionu[m] confinijs - échelle 1:1 500 000
- s. Flandria Comitatus, Vlaenderen. – Échelle 1:450 000
- t. Brabantia, Gvlick et Cleve - Échelle 1:500 000
- v. Hollandt Comitatus Vtricht episcop - Échelle 1:600 000
- x. Zelandia Comitatus - Échelle 1:300 000
- y. Geldria et Transysvlania - échelle 1:400 000
- z. Artesia Comitatus. – Échelle 1:400 000
- &. Hannonia, Namvrcvm Comitatus - Échelle 1:400 000
- ct. Trier et Lvtzenbvrg - Échelle 1:500 000

Germaniae tabulae geographicae : 26 cartes du Saint-Empire romain germanique, ainsi que de la Pologne et de la Hongrie. Le texte commence par une introduction aux cartes. À la fin se trouve un registre des noms de lieux en Allemagne.
- A. Germaniae Vniversalis. – Échelle 1:3 000 000
- B. Frisi occidentalis. – Échelle 1:350 000
- C. Emden et Oldenborch Comit. – Échelle 1:350 000
- D-F. Westfalia [cum Dioecesi Bremensi, sans titre, Berghe Ducatus Marck Comitatus et Coloniensis Dioecesis] – Échelle 1:550 000
- F2. Waldeck Comitatvs – Échelle 1:200 000
- G. Palatinatvs Rheni – Échelle 1:500 000
- H. Wirtenberg Dvcatvs – Échelle 1:500 000
- I-K. Alsatia Inferior ; Alsatia superior cum Suntgoia & Brisgoia (West) – Échelle 1:400 000
- L-M. Saxonia Inferior et Mecklenborg Dvc. ; Brvnswyck & Meydbvrg cum ceteris adiacentibus – Échelle 1:750 000
- N-0. Hassia landtgrauiatus ; Thvringia – Échelle 1:400 000
- P. Franckenlandt Francia orientalis – Échelle 1:700 000
- Q. Bavaria Dvcatvs – Échelle 1:700 000
- Q2. Palatinatvs Bavariae – Échelle 1:350 000
- R. Saxoniae superioris Lvsatiae Misniaeqve descriptio – Échelle 1:800 000
- S. Marca Brandenbvrgensis & Pomerania – Échelle 1:900 000
- T. Bohemia Regnum & Electoratus – Échelle 1:800 000
- V. Moravia – Échelle 1:550 000
- X. Avstria archiducatus – Échelle 1:700 000
- Y. Saltzbvrg archiepiscopatus cum ducatu Carinthiae – Échelle 1:500 000
- Z. Polonia Et Silesia – Échelle 1:1 600 000
- AA. Hvngaria Regnum – Échelle 1:1 300 000

Italiae, Sclavoniae, Et Graeciae tabulae geographicae : 16 cartes de l'Italie, 2 cartes des Balkans et 4 cartes de la Grèce. Les rapports statutaires manquent, mais la partie est précédée d'une dédicace à Ferdinand de Médicis et d'un avis aux lecteurs de 1589. La section se termine par deux registres de noms de lieux, un d'Italie et un de Grèce.
- 1. Italia - Échelle 1:3 000 000
- 2. Lombardiae Alpestris pars occidentalis cum Valesia - Échelle 1:750 000
- 3. Tarvisina Marchia Et Tirolis Comitatvs - Échelle 1:750 000
- 4. Pedemontana regio cum Genvensivm territorio & Montisferrati Marchionatu - Échelle 1:750 000
- 5. Romandiola cum Parmensi Ducatu - Échelle 1:750 000
- 6. Brescia Episcopatus Mediolanv[m] Ducatus - Échelle 1:450 000
- 7. Veronae Vicentiae Et Patavii Ditiones - Échelle 1:375 000
- 8. Forum Ivlivm, Karstia, Carniola, Histria Et Windorvm Marchia - Échelle 1:750 000
- 9. Tuscia - Échelle 1:750 000
- 10. Marchia Anconitana Cvm Spoletano Dvcatv - Échelle 1:750 000
- 11. Lativm nunc Campagna di Roma – Échelle 1:400 000
- 12. Abrvzzo Et Terra Di Lavoro - Échelle 1:1 000 000
- 13. Pvglia Piana, Terra Di Barri, Terra Di Ortranto, Calabria Et Basilicata - Échelle 1:1 500 000
- 14a. Corsica - Échelle 1:750 000
- 14b. Sardinia - Échelle 1:100 000
- 15. Siciliae Regnum - Échelle 1:900 000
- 16. Stiria - Échelle 1:500 000
- 17. Sclavonia, Croatia, Bosnia Cvm Dalmatie Parte - Échelle 1:1 000 000
- 18. Walachia, Servia, Bvlgaria, Romania - Échelle 1:2 500 000
- 19. Graecia - Échelle 1:3 000 000
- 20. Macedonia Epirus Et Achaia - Échelle 1:2 000 000
- 21. Morea olim Peloponnesus - Échelle 1:1 000 000
- 22. Candia cum Insulis aliquote vers Graeciam - Échelle 1:1 000 000

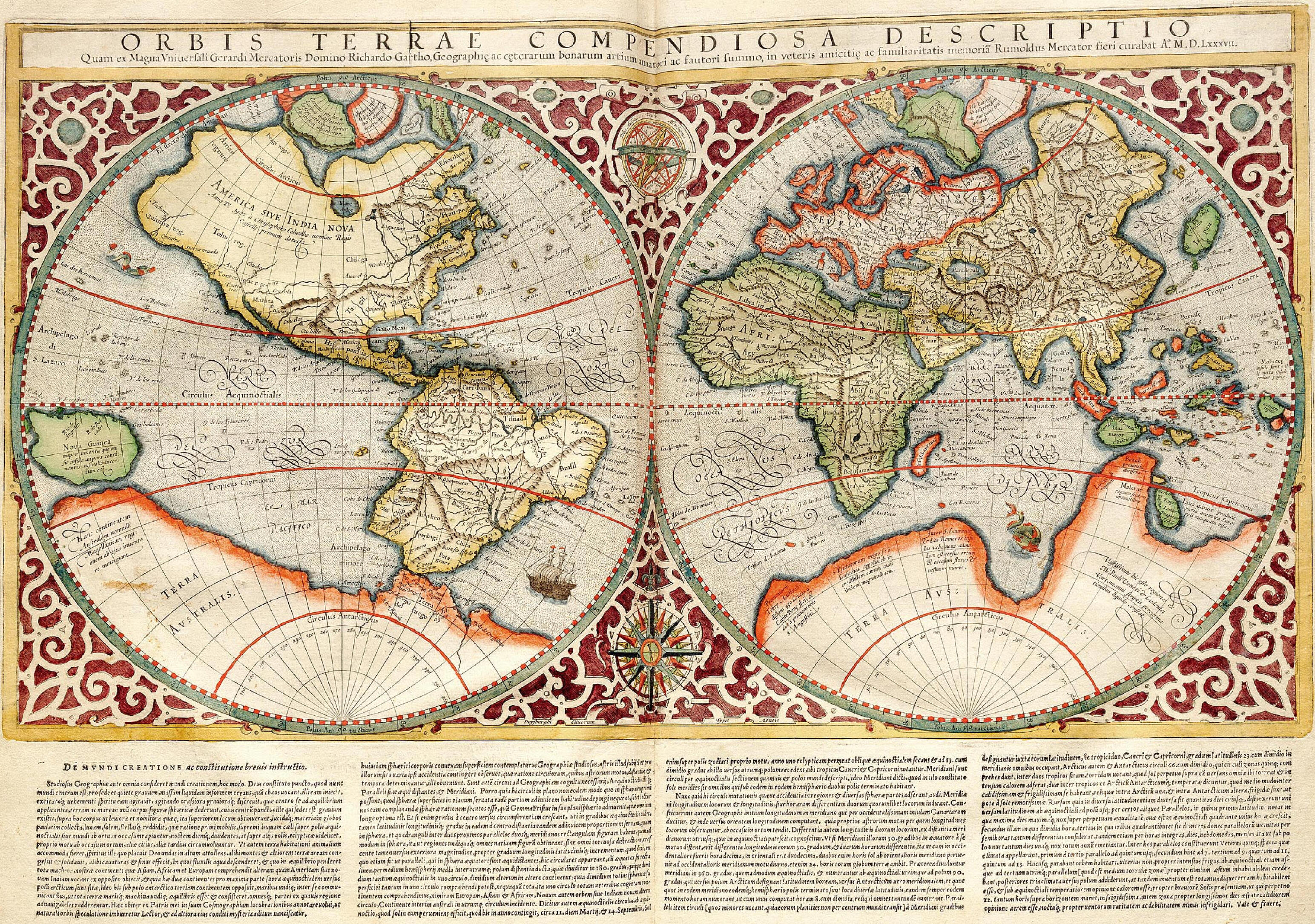
Carte du monde par Rumold Mercator.
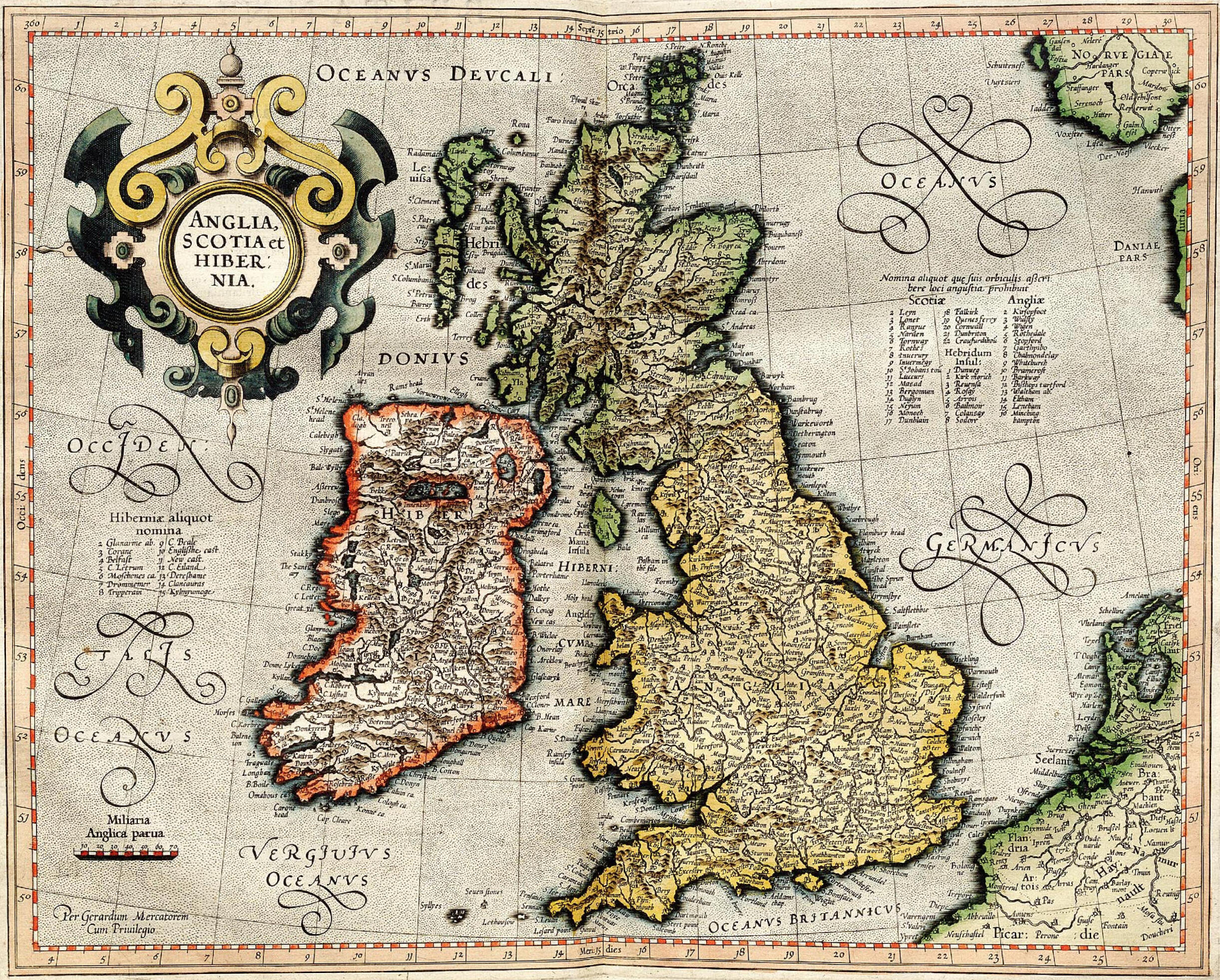
Carte des îles britanniques.
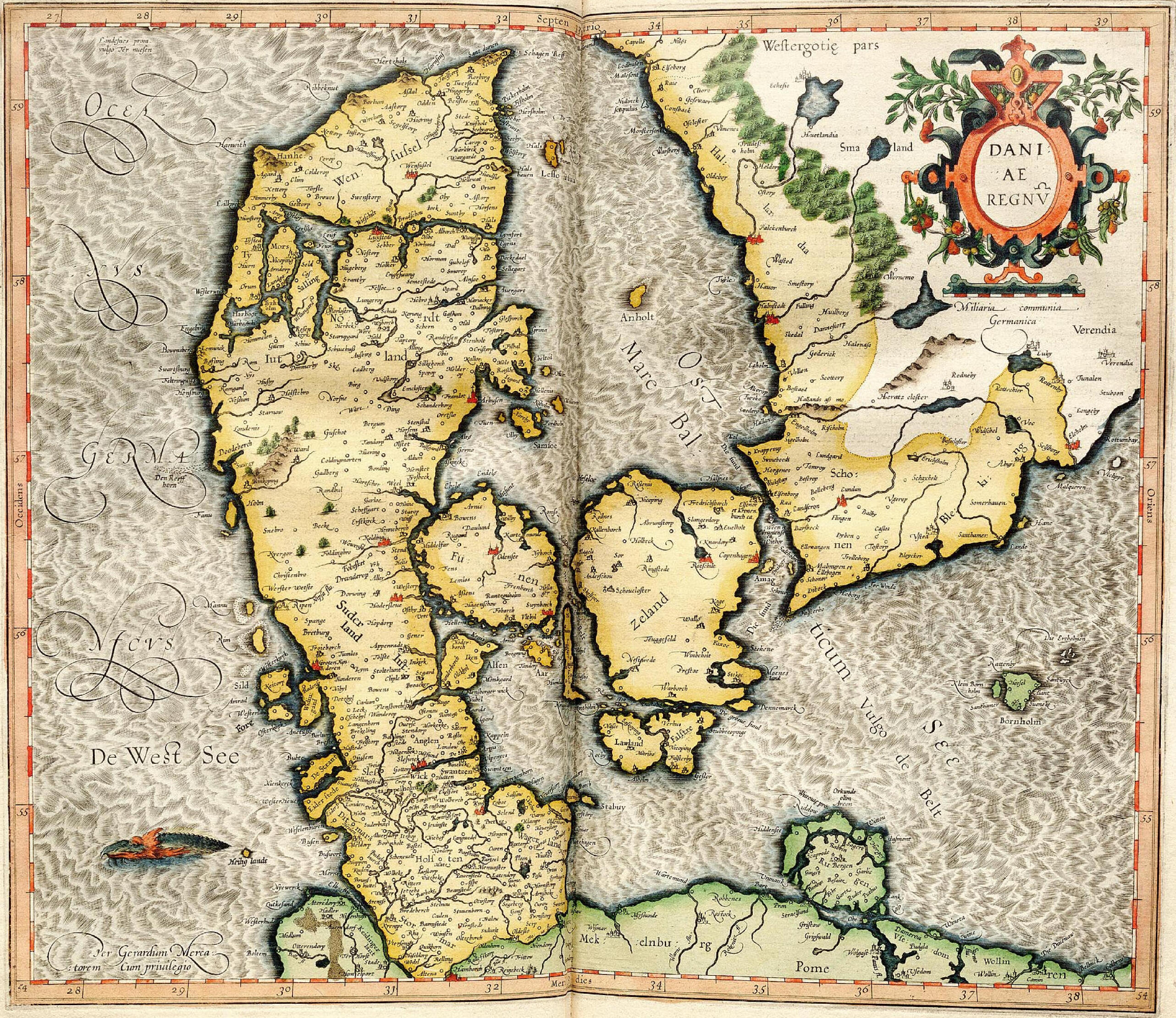
Carte du Danemark.
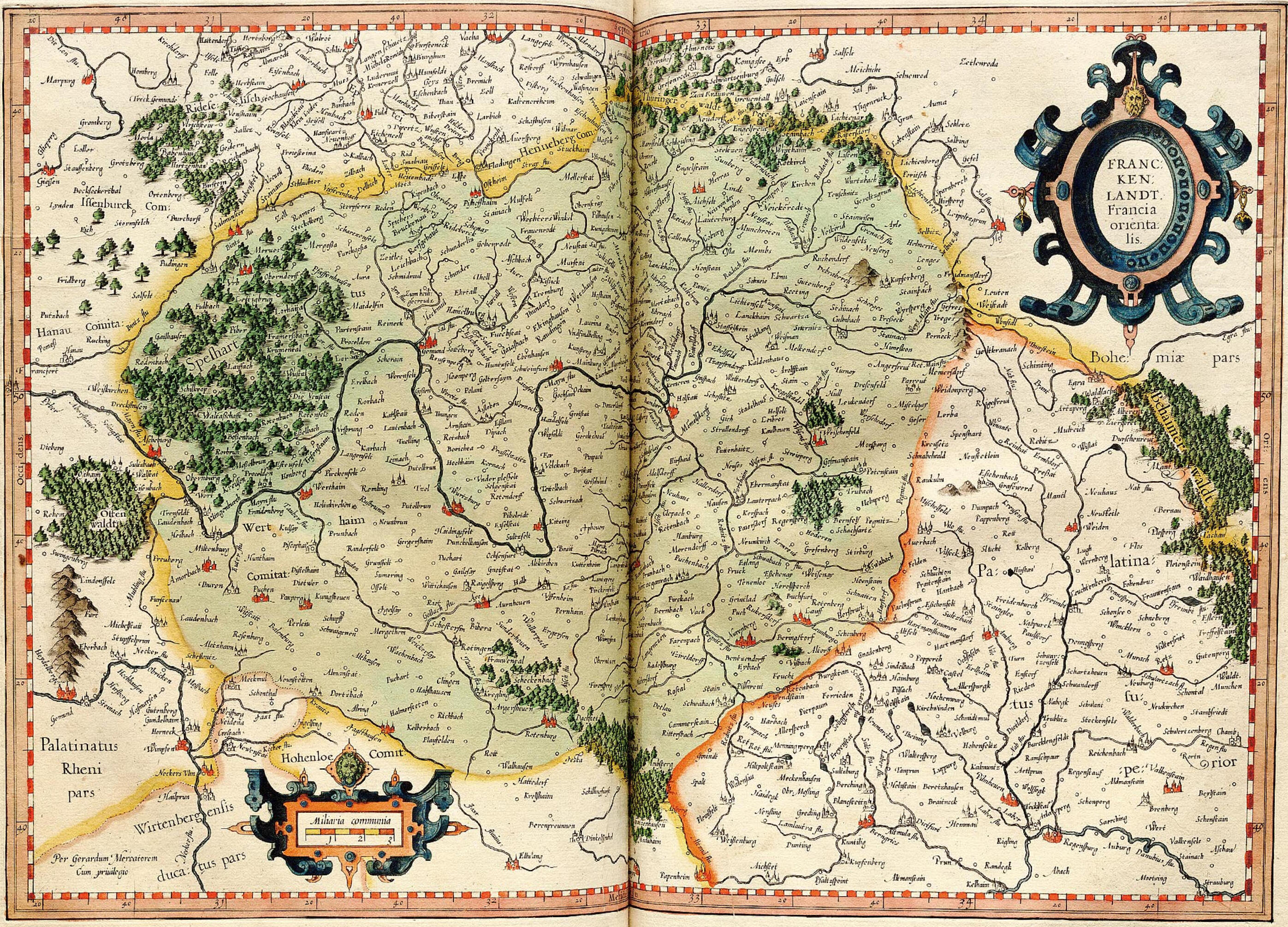
Carte de la Franconie.
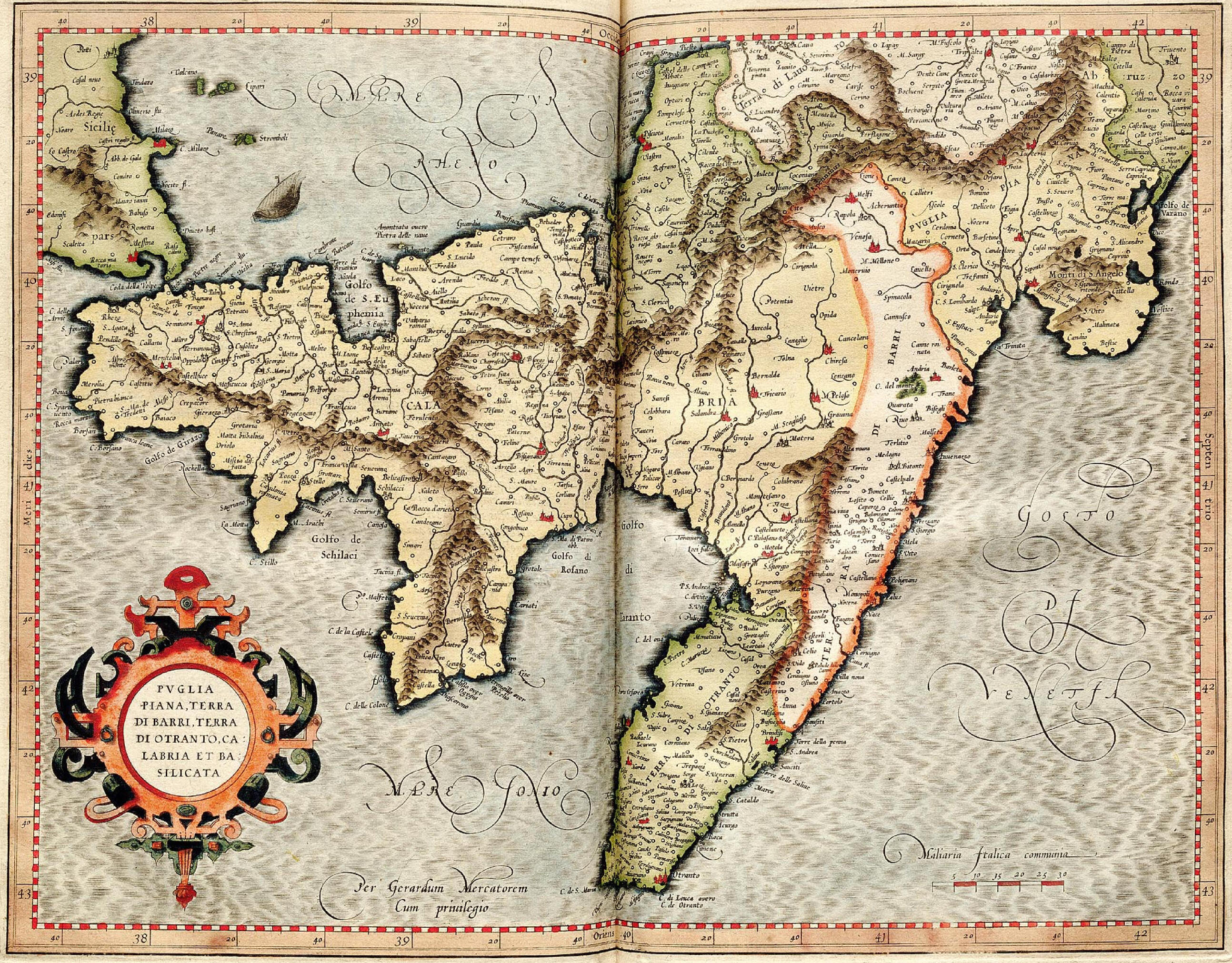
Carte des Pouilles.
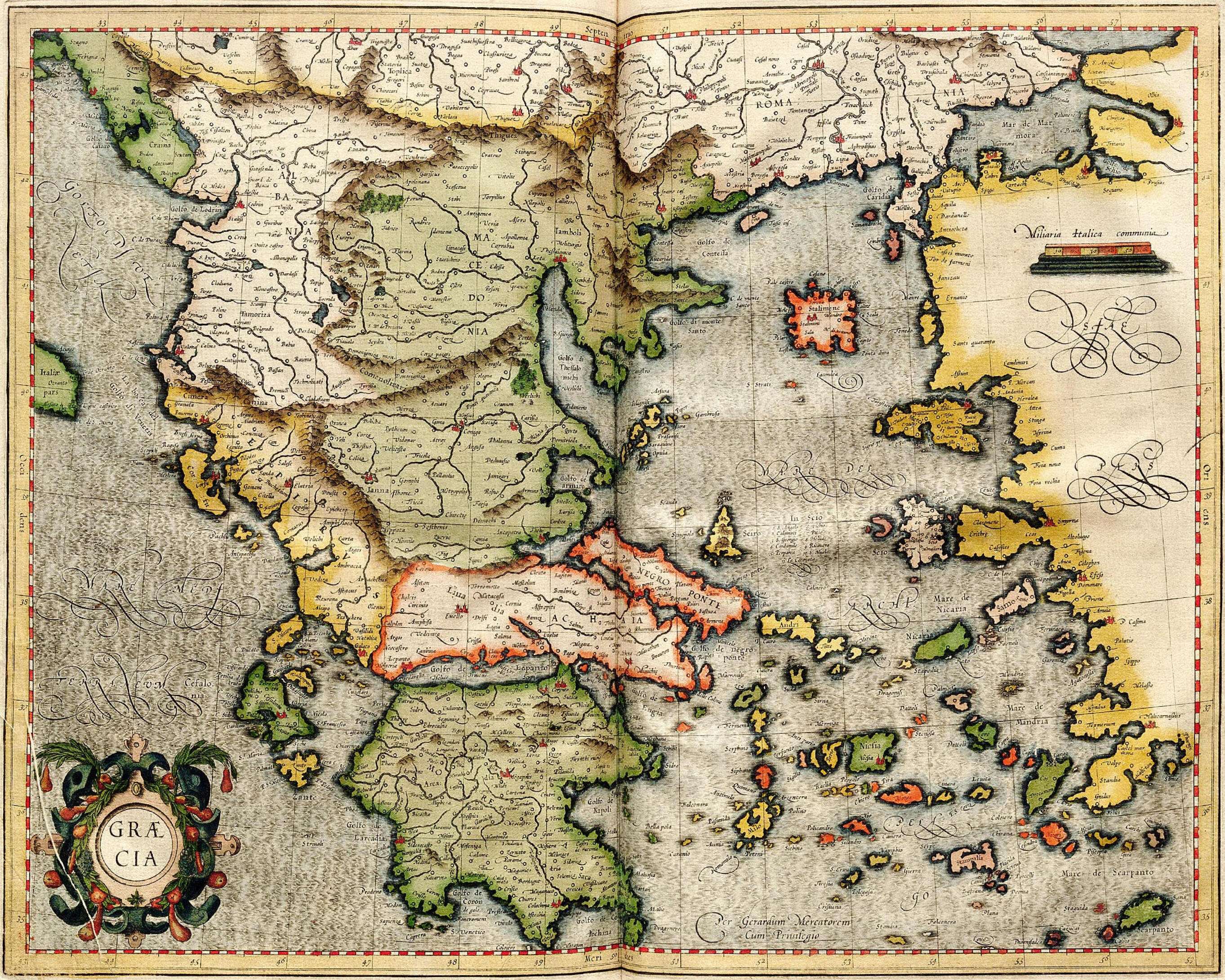
Carte des îles grecques.

## Versions anciennes subsistantes
De nombreuses bibliothèques, institutions, collections à travers le monde conservent des exemplaires de l'Atlas.
- Edition de 1595 (exemplaires complets)[14] :
  - Musée Plantin-Moretus d'Anvers ;
  - Staats und Stadtbibliothek (de) d'Augsbourg ;
  - Staatsbibliothek de Berlin ;
  - National Maritime Museum de Greenwich ;
  - Bibliothèque royale de Copenhague ;
  - Bibliothèque universitaire de Leyde ;
  - Bibliothèque universitaire de Liège ;
  - British Library ;
  - Zeeuwse Bibliotheek (nl) de Middelbourg ;
  - Archives nationales du Canada ;
  - Université Karlovy de Prague ;
  - Gemeentebibliothek (nl) de Rotterdam ;
  - Bibliothèque nationale d'Autriche ;
  - Bibliothèque centrale de Zurich ;
  - Bayerische Staatsbibliothek de Munich.

- Edition de 1602[15] :
  - Staats und Stadtbibliothek d'Augsbourg ;
  - Staatsbibliothek de Bamberg ;
  - Bibliothèque universitaire de Göttingen ;
  - National Maritime Museum de Greenwich ;
  - British Library ;
  - Koninklijke Oudheidkundige Kring van het Land van Waas (nl) à Saint-Nicolas ;
  - Bibliothèque du Congrès.

## Éditions contemporaines
- (de) Atlas Gerardi Mercatoris 1595 : "L'Atlas Mercator", Munich, Faksimile Verlag, 2012 (ISBN 978-3-577-12560-4), Thomas Horst (éd.)
- (de) Atlas oder kosmographische Gedanken über die Erscharffung der Welt und ihre kartographische Gestalt [1595], Duisbourg, Mercator-Verlag, 1994 (ISBN 3-87463-217-2), Wilhelm Krücken (éd.)

### Sources extérieures
- Numérisé à la Bibliothèque universitaire et d'État de l'Université Heinrich Heine de Düsseldorf